# Ebrahim Alkazi
Ebrahim Alkazi (Hindi: इब्राहीम अलकाजी; * 18. Oktober 1925 in Pune; † 4. August 2020 in Neu-Delhi) war ein indischer Theaterregisseur, Galerist und Kunstsammler.

## Leben
Alkazi wurde als Sohn eines wohlhabenden saudischen Geschäftsmanns und einer aus Kuwait stammenden Mutter in Indien geboren. Er hat 8 Geschwister.
Alkazi besuchte die katholische St. Vincent’s High School in Pune, das von Jesuiten betriebene St. Xavier’s College in Mumbai und studierte an der Royal Academy of Dramatic Art (RADA) in London.
Von 1962 bis 1977 war er Direktor der National School of Drama (NSD) in Neu-Delhi. Zahlreiche Stars des indischen Kinos und Theaters wurden unter ihm ausgebildet. 
Er führte Regie in über 50 Theaterproduktionen, darunter griechische Tragödien, zahlreiche Stücke von Shakespeare und Dramen von Ibsen, Strindberg oder Tschechow. In Delhi förderte er junge indischer Autoren, die ihre Stücke in Hindi schrieben. 
Alkazi war verheiratet mit Roshan Alkazi (1920–2007), die alle Kostüme für seine Inszenierungen entwarf. Das Paar hatte zwei Kinder, Amal Allana (* 1947), Theaterregisseurin und ehemals Leiterin der National School of Drama, und Feisal Alkazi, ebenfalls Theaterdirektor.

## Auszeichnungen
- BBC Broadcasting Award, 1950[6]
- Padma Shri, 1966
- Sangeet Natak Akademi Ratna, 1967
- Padma Bhushan, 1991
- Padma Vibhushan 2010
- Chevalier dans l’Ordre des Arts et des Lettres 2012[7]